# Cauvignac
Cauvignac – miejscowość i gmina we Francji, w regionie Nowa Akwitania, w departamencie Żyronda.
Według danych na rok 1990 gminę zamieszkiwało 110 osób, a gęstość zaludnienia wynosiła 20 osób/km² (wśród 2290 gmin Akwitanii Cauvignac plasuje się na 1066. miejscu pod względem liczby ludności, natomiast pod względem powierzchni na miejscu 1395.).